# Binstigré
Binstigré est une commune rurale située dans le département de Toécé de la province du Bazèga dans la région du Centre-Sud au Burkina Faso.

## Géographie
Binstigré est situé à 10 km au Sud-Ouest de Toécé et à 2,5 km au Sud de Nagnesna.

## Santé et éducation
Le centre de soins le plus proche de Binstigré est le centre de santé et de promotion sociale (CSPS) de Nagnesna.